# Le Bataillon des sans-amour
Pour plus de détails, voir Fiche technique et Distribution.
Le Bataillon des sans-amour (The Mayor of Hell) est un film américain réalisé par Archie Mayo, sorti en 1933.

## Synopsis
Patsy, caïd de mèche avec des politiciens corrompus, reçoit un poste de directeur adjoint d'une maison de correction.
D'abord intéressé par les revenus que ce poste lui apportera mais peu par la situation des jeunes gens enfermés dans cet établissement géré d'une main de fer par M. Thompson, il va peu à peu se soucier de la qualité de vie des délinquants détenus ici et qui lui rappellent que lui aussi a été un gamin des rues.
Son engagement va aller jusqu'à se consacrer davantage au centre de correction qu'à ses affaires criminelles.
Mais celles-ci risquent bien de le rattraper et de mettre un terme à son beau projet qui est d'apporter enfin un cadre de vie convenable à ces enfants victimes d'une société qui les a conduits là.

## Fiche technique
- Titre original : The Mayor of Hell
- Réalisation : Archie Mayo

## Distribution
- James Cagney : Patsy
- Madge Evans : Miss Dorothy Griffith
- Arthur Byron : Juge Gilbert
- Allen Jenkins : Mike "Oncle Mike"
- Dudley Digges : M. Thompson
- Frankie Darro : Jimmy

Autres acteurs
- Adrian Morris
- Sheila Terry
- Robert Barrat
- Harold Huber
- Dorothy Peterson
- George Pat Collins
- Edwin Maxwell
- John Marston
- William V. Mong
- Mickey Bennett
- Sidney Miller (en)
- Hobart Cavanaugh
- George Humbert
- Raymond Borzage
- George Offerman
- Charles Cane
- Charles C. Wilson